# Fredsbevarande insatser

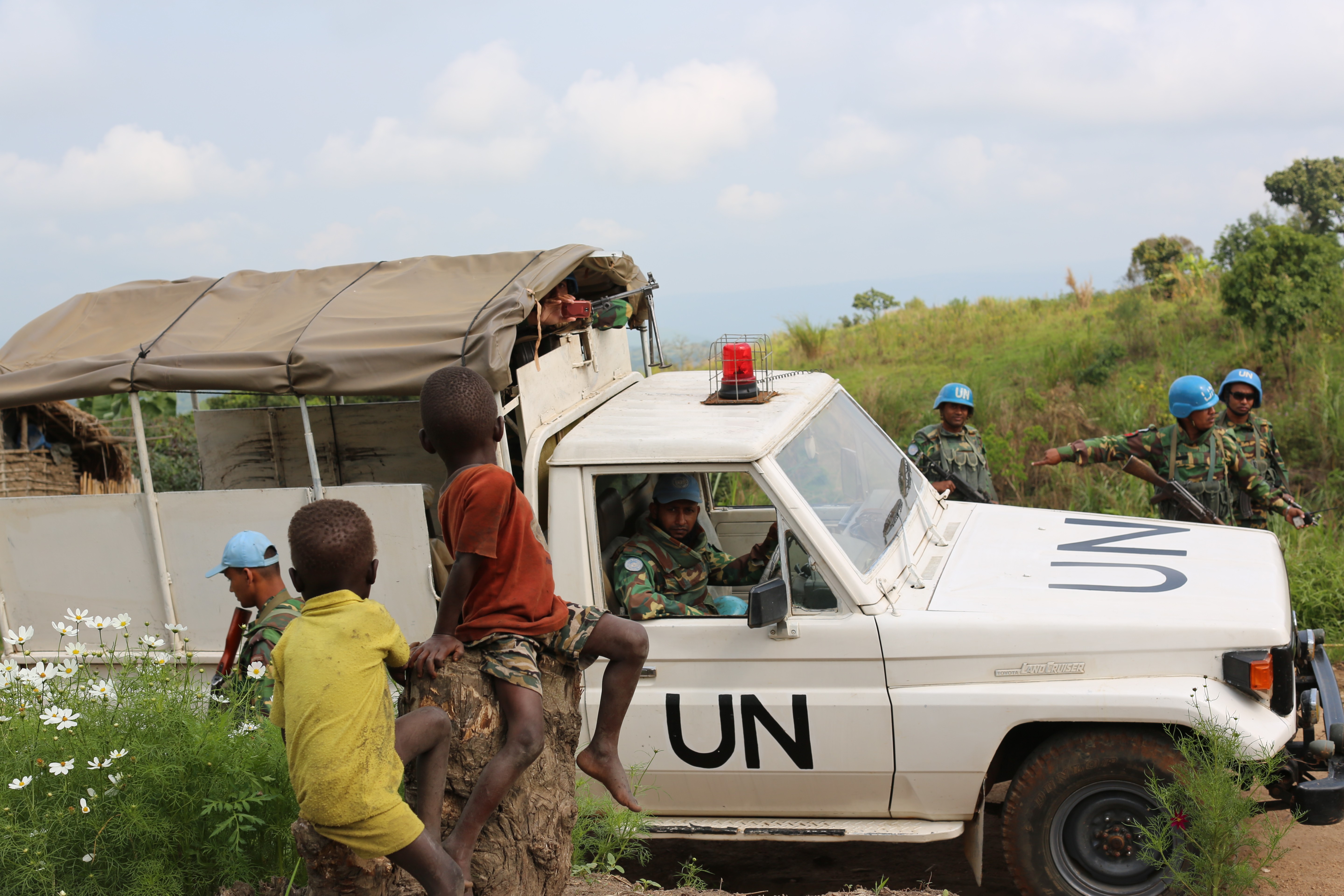
Soldater i FN-styrkan MONUSCO patrullerar nära byn Aveba i Kongo-Kinshasa (2013).

Fredsbevarande insatser (på engelska peacekeeping, PK) är trupper som utför fredsbevarande operationer. Dessa utförs med stöd av FN-stadgans kapitel VI. Vanligast och mest känd är FN:s fredsbevarande styrkor, varav Sverige varit delaktig i flertal. Dessutom finns, eller har funnits fredsbevarande styrkor som organiserats av NATO, Afrikanska unionen, USA, ECOWAS med mera.
Militära styrkor som genomför fredsbevarande insatser brukar ha lättare beväpning och lättare utrustning än sådana som genomför fredsframtvingande insatser.